# Kriva Palanka (kommun)
Kriva Palanka (makedonska: Општина Крива Паланка, Крива Паланка) är en kommun i Nordmakedonien. Den ligger i den nordöstra delen av landet, 80 km öster om huvudstaden Skopje. Antalet invånare är 20 257. Arean är 481 kvadratkilometer. Huvudort är Kriva Palanka.